# Bistum Meixian
Das Bistum Meixian (lat.: Dioecesis Chiaimensis) ist ein römisch-katholisches Bistum mit Sitz in Meizhou in der Volksrepublik China.

## Geschichte
Papst Pius XI. gründete mit dem Breve Pastorale officium  die Apostolische Präfektur Kaying am 20. Februar 1929 aus Gebietsabtretungen des Apostolischen Vikariats Shantou. Die Seelsorge und Mission wurde dem Maryknoll-Missionsorden anvertraut.
Am 18. Juni 1935 wurde sie mit der Bulle Etsi inter in den Rang eines Apostolischen Vikariats erhoben. Mit der Apostolischen Konstitution Quotidie Nos wurde es am 11. April 1946 zum Bistum erhoben. 
Der offizielle Bischof der Diözese war von 1988 bis 2000 Anthony Zhong Quanzhang. Ihm folgte Joseph Liao Hongqing nach, von der Chinesischen Katholisch-Patriotischen Vereinigung ernannt und auch vom Heiligen Stuhl anerkannt wurde.

## Ordinarien

### Apostolischer Präfekt von Kaying
- Francis Xavier Ford MM (28. April 1929 – 18. Juni 1935)

### Apostolischer Vikar von Kaying
- Francis Xavier Ford MM (18. Juni 1935 – 11. April 1946)

### Bischöfe von Meixian
- Francis Xavier Ford MM (11. April 1946 – 21. Februar 1952)
- Anthony Zhong Quanzhang (1988–2000 als unerkannter Untergrundbischof)
- Joseph Liao Hongqing (seit 2003)